# IIe corps d'armée italien en France
Pour les articles homonymes, voir 2e corps d'armée.
Le terme IIe corps d'armée italien en France désigne le contingent militaire italien envoyé pour soutenir les troupes alliées en France, c'est-à-dire le IIe corps d'armée, qui a été envoyé en avril 1918 sur le front occidental de la Première Guerre mondiale, où il a opéré jusqu'à la fin des hostilités sous le commandement du lieutenant général Alberico Albricci.
Il a combattu en France à la bataille de la Marne et de Champagne. Il se distinguera à Bligny et sur le secteur Courmas - Bois du Petit Champ, où il aura considérablement contribué à stopper l'offensive allemande sur Épernay, visant à déborder Reims.

## La Légion garibaldienne

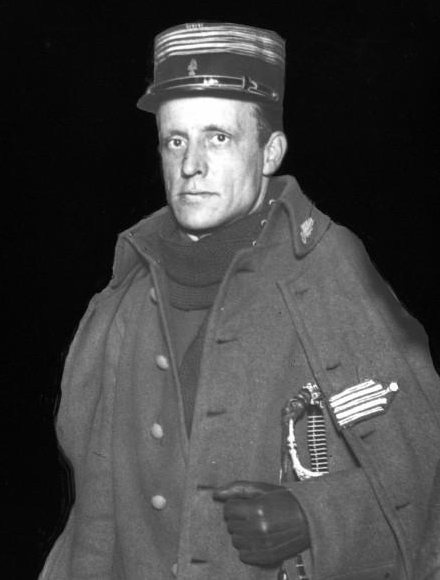
Peppino Garibaldi en 1915

Le 5 novembre 1914 est la date de création du 4e régiment de marche du 1er étranger, une unité militaire de la Légion étrangère, appelée couramment « Légion garibaldienne » dont les membres étaient tous italiens. Après s’être illustrée en Argonne (Bois de Bolante) en décembre 1914, le régiment est finalement dissous le 5 mars 1915 du fait de l’entrée en guerre de l’Italie et du départ de la majorité des effectifs vers leur pays d’origine. Le chef de corps était le lieutenant-colonel Peppino Garibaldi, petit-fils du « héros des deux mondes » Giuseppe Garibaldi.

## Les T.A.I.F.
Depuis janvier 1918, les troupes du Regio Esercito présentes sur le sol français sont les unités des T.A.I.F. (Truppe Ausiliarie Italiane in Francia) (« Troupes auxiliaires italiennes en France »), environ 60 000 hommes, chargées d'effectuer des travaux à proximité du front. L'enjeu est de taille, puisqu'il s'agit de démontrer que l'armée a atteint un niveau d'excellence et que l'Italie peut être considérée, en dépit du désastre de Caporetto, comme une alliée digne de confiance.
Composition
- Inspectorat Générale (Nangis), Major général Giuseppe Tarditi
- I Raggruppamento (Châlons-sur-Marne)
- II Raggruppamento (Ligny-en-Barrois)
- III Raggruppamento (Épinal)
- IV Raggruppamento (Villers-Carbonnel)

## Le Corps d'armée
Le Commandement militaire suprême italien a choisi le IIe corps de Milan, engagé des Batailles de l'Isonzo à la bataille du Piave puis en réserve pour se réorganiser. Le IIe Corps d'armée italien en France combat d'avril à novembre 1918. Il est constitué des 3e et 8e divisions ayant combattu en Argonne, dans le secteur de Reims et à l'est de Soissons.

### Composition

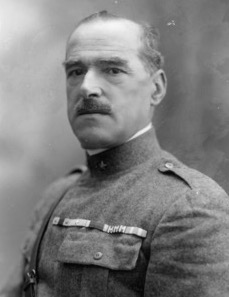
Lieutenant général Alberico Albricci

Fin avril 1918, le 2e corps d'armée du général Alberico Albricci est à Arcis-sur-Aube. Il se compose de deux divisions d'infanterie et de diverses troupes de corps d'armée. La 3e division, commandée par le général Vittorio Emanuele Pittaluga, comprend les brigades Napoli (75e et 76e régiments d'infanterie) et Salerno (89e et 90e régiments d'infanterie). La 8e division, commandée par le général Giovanni Beruto, comprend les brigades Brescia (19e et 20e régiments d'infanterie) et Alpi (51e et 52e régiments d'infanterie).
La brigade Alpi est commandée par le colonel-brigadier Peppino Garibaldi qui a déjà combattu sur le front français en 1914/1915, avant l'entrée en guerre de l'Italie, à la tête de la Légion garibaldienne.
Au total, le 2e corps d'armée compte environ 60 000 hommes, aguerris par plusieurs années de combats sur le front italien.

### Actions
Entre le 11 et le 13 juin 1918, le 2e corps d'armée est déployé le long de la rivière Ardre, intégré dans la 5e armée française. Le général Albricci établit son état-major à Hautvillers. À partir du 14 juillet, le 2e corps d'armée doit faire face à la dernière grande offensive allemande de la Première Guerre mondiale (4e bataille de Champagne). Lors des violents combats de Bligny, les troupes italiennes parviennent à stopper l'offensive au prix de 4 000 morts et 4 000 prisonniers, empêchant l'armée allemande de s'emparer de son objectif sur ce secteur du front, à savoir la ville d'Épernay. Un hôpital est alors installé à Cuis, en arrière du front.
Après une brève période de repos, le 2e corps d'armée est transféré dans l'Aisne, à l'extrémité du Chemin des Dames. Il participe à l'offensive alliée finale, effectuant fin septembre 1918 une percée près de Chavonne et poursuivant son avancée jusqu'à Rocroi et les rives de la Meuse.

### Fin des opérations
Après l'armistice, le 2e corps d'armée s'établit en Belgique. Le rapatriement débute le 21 janvier 1919 et se termine le 8 mars.
Avant son départ, le maréchal Pétain adresse au général Albricci la lettre suivante : «   Au moment où vous allez retourner en Italie, je tiens à vous exprimer la satisfaction que j'ai éprouvée à avoir sous mes ordres le 2 °C.A. italien. Quand, en avril 1918, le 2e C.A. italien arriva en France, sa réputation de vaillance était déjà consacrée (...). Je savais que je pouvais beaucoup demander à de pareilles troupes. Elles furent en effet de celles qui, le 15 juillet, contribuèrent à repousser les assauts furieux de l'ennemi. Elles furent ensuite appelées à reprendre les crêtes fumeuses du chemin des Dames et participèrent ardemment avec les troupes françaises à la poursuite qui chassa l'ennemi hors de France. Au nom du peuple de France, je les remercie. »

## Composition du corps d'armée
3e division :
- Brigade Napoli :

75e Régiment d'Infanterie
76e Régiment d'Infanterie

- Brigade Salerno :

89e Régiment d'Infanterie
90e Régiment d'Infanterie

- 4e Régiment d'Artillerie de Campagne

8e division :
- Brigade Brescia :

19e Régiment d'Infanterie
20e Régiment d'Infanterie

- Brigade Alpi :

51e Régiment d'Infanterie
52e Régiment d'Infanterie

- 10e Régiment d'Artillerie de Campagne